# Марк Валерій Максим Лактука
Марк Вале́рій Макси́м Лакту́ка (також — Марк Валерій Максим Леттука, лат. Marcus Valerius Maximus Lactuca або Lettuca; V століття до н. е.) — політичний, державний і військовий діяч ранньої Римської республіки, консул 456 року до н. е.

## Біографія
Походив з патриціанського роду Валеріїв, його гілки Максимів. Син Манія Валерія Волуза Максима, диктатора 494 року до н. е. Когномен Марка Валерія походить від назви салатної рослини (лат. Lactūca), що був улюбленою стравою римлян того часу.
458 року до н. е. його було обрано квестором разом з Титом Квінкцієм Капітоліном Барбатом.
456 року до н. е. його було обрано консулом разом з Спурієм Вергінієм Трікостом Целіомонтаном. Під час їхньої каденції війн Римська республіка не вела. Відбувались суперечки з плебеями, наслідком чого було прийняття закону Іцилія, який дозволяв плебеям селитися на Авентинському пагорбі Риму. Також  під час їхнього консульства відбулись перші Вікові ігри.
З того часу про подальшу долю Марка Валерія Максима Лактуки згадок немає.

## Родина
- Син Марк Валерій Лактука Максим, консул-суфект 437 року до н. е.